# 椙山久美
椙山 久美（すぎやま くみ）は、静岡県浜松市生まれのヴァイオリン奏者。

## 略歴
ヴァイオリンを8歳より海野義雄に師事。東京藝術大学音楽学部附属音楽高等学校、東京藝術大学音楽学部、同大学大学院に学び、浦川宜也に師事。宮中桃華楽堂における「皇后陛下御前演奏者」に推薦される。
その後、ウィーン国立音楽大学に留学、名誉教授フランツ・サモヒルに師事。愛弟子となりウィーン国立音楽大学首席でウィーン楽友協会・大ホールにデビュー。“ヴァツラフ・フムル”国際ヴァイオリンコンクール(H.シェリング記念)において第2位受賞。ザグレブ・フィルハーモニー交響楽団の定期演奏会にソリストとして招かれる。在ウィーン日本大使館の推薦により、ウィーン楽友協会・ブラームスザールの演奏会に日本人代表として出演。
1991年カザルスホールでの国内デビューリサイタルでは瞠目の絶賛を受け、その後もサントリーホール、ザ・シンフォニーホールをはじめとする国内主要ホールにて、ソロ・リサイタル、オーケストラとの協演を行う。また、NHK、民放TV、NHK‐FMの出演や、ヘルムート・ドイチュ、ベルリン・フィル首席W.フックス、D.ダミアーノの各氏等、内外の著名な音楽家との室内楽演奏も盛んに行っている。
現在は、国際的な演奏活動の傍ら、公益財団法人浜松市文化振興財団 理事、また、東京藝術大学音楽学部附属音楽高等学校 講師を経て、浜松学芸高等学校 講師など、後進の指導にも力を注いでいる。
《所属音楽事務所：ミリオンコンサート協会》

## コンクール・顕彰歴
- 1990年 ウィーン国立音楽大学主催ソリストコンクール 優勝。
- 1991年 フィナール・リグレ国際コンクール 第２位。
- 1992年 “ヴァツラフ・フムル”国際ヴァイオリンコンクール（H.シェリング記念）第２位。
- 1998年 第67回 日本音楽コンクール 『コンクール委員会特別賞』受賞。
- 2001年 浜松市ゆかりの芸術家顕賞
- 2001年 静岡文化奨励賞
- 2018年 CD「Vocalise ～ヴァイオリンで紡ぐ詩」(ALM RECORDS) が「音楽現代」(芸術現代社) 推薦盤となる。

## ディスコグラフィ
- CD「ウィーンへの望郷」〔Pf:ヘルムート・ドイチュ〕(1992年6月, IND RECORDS)
- CD「ヴァイオリンソナタ」 〔Pf:クリストファー・ヒンターフーバー〕(2002年2月, ALM RECORDS)
- CD「牧神の午後への前奏曲」 〔Pf:上田晴子〕(2006年5月, ALM RECORDS)
- CD「ウィーンの宝石箱」 〔Pf:上田晴子〕(2011年7月, ALM RECORDS)
- CD「Vocalise ～ヴァイオリンで紡ぐ詩」 〔Pf:上田晴子〕(2018年8月, ALM RECORDS)